# صندلا
قرية صندلا هي إحدى القرى التابعة لمركز كفر الشيخ في محافظة كفر الشيخ في جمهورية مصر العربية. حسب إحصاءات سنة 2006، بلغ إجمالي عدد السكان في صندلا 12209 نسمة، منهم 6260 ذكر و5949 أنثى.

## التاريخ
قرية صندلا من القرى القديمة، حيث وردت باسم «سندلا» في أعمال الغربية ضمن قرى الروك الصلاحي التي أحصاها ابن مماتي في كتاب قوانين الدواوين، كما وردت باسم «صندلا» في أعمال الغربية ضمن قرى الروك الناصري التي أحصاها ابن الجيعان في كتاب «التحفة السنية بأسماء البلاد المصرية». وفي العصر العثماني وردت باسم «صندلا» في التربيع العثماني الذي أجراه الوالي العثماني سليمان باشا الخادم في عصر السلطان العثماني سليمان القانوني ضمن قرى ولاية الغربية، وفي تاريع عام 1228 هـ/1813 م الذي عدّ قرى مصر بعد المسح الذي قام به محمد علي باشا باسم «صندلا» ضمن قرى مديرية الغربية.

## من أعلام صندلا
- مينا الثاني، بابا بالكنيسة القبطية الأرثوذكسية رقم 61.